# (24159) Shigetakahashi
(24159) Shigetakahashi est un astéroïde de la ceinture principale.

## Description
(24159) Shigetakahashi est un astéroïde de la ceinture principale. Il fut découvert le 1er novembre 1999 à la station Anderson Mesa par le programme LONEOS. Il présente une orbite caractérisée par un demi-grand axe de 2,73 UA, une excentricité de 0,15 et une inclinaison de 3,9° par rapport à l'écliptique.

## Compléments